# Zazà (film 1939)
Zazà è un film del 1938, diretto da George Cukor e tratto dalla commedia omonima.
Mai arrivato in Italia, è una ricostruzione dei tempi della Belle Époque parigina con una protagonista che sarebbe dovuta essere l'italiana Isa Miranda, ma il suo accento non fu ritenuto buono e la parte le venne tolta (dopo qualche anno, nel 1944, Isa Miranda girò una versione italiana di Zazà, diretta dal regista Renato Castellani). In realtà, intervistata da Oriana Fallaci nei primi anni sessanta, la Miranda rivelò che fu un non casuale incidente d'auto, avvenuto a riprese già iniziate, che le impedì di continuare la lavorazione. Il medico, secondo la ricostruzione della Miranda, certificò che l'attrice non era in grado di continuare la lavorazione del film perché lo shock le avrebbe procurato vuoti di memoria. Lei protestò, ma la parte le fu comunque tolta. Il ruolo di Zazà era ambito da Claudette Colbert (che in effetti, dopo il ritiro della Miranda, ottenne la parte e trasse così vantaggio dalla situazione) e Carole Lombard.
Questo Zazà di Cukor fu l'ultimo film montato da Edward Dmytryk, capo montatore dal 1930, che poi passerà alla regia. La sceneggiatrice Zoe Askins dovette modificare il testo originale della commedia per non andare incontro a tagli troppo gravi da parte della censura dell'epoca.
I numeri musicali vennero affidati al coreografo LeRoy Prinz.

## Trama
Zazà è una chanteuse parigina che seduce un ricco cliente di passaggio, Dufresne. Questi si innamora di lei e la installa in un appartamento di lusso, lasciandola sola quando deve recarsi a Lione, la sua città. Un pretendente respinto, per gelosia, un giorno la informa che l'uomo è sposato. Zazà, allora, ritorna al cabaret per cantargli un'ultima canzone d'amore...

## Distribuzione
Distribuito dalla Paramount Pictures, il film uscì nelle sale cinematografiche USA il 14 gennaio 1939, dopo una prima tenuta a Hollywood il 29 dicembre 1938 e una a New York il 4 gennaio 1939.

## Altre versioni
- 1899 A teatro la pièce venne interpretata da Mrs. Leslie Carter.
- 1915 Zazà (Usa) di Edwin S. Porter con Pauline Frederick
- 1923 Zazà (Usa) di Allan Dwan interpretata da Gloria Swanson
- 1944 Zazà (Italia) di Renato Castellani con Isa Miranda
- 1956 Zazà (Francia) di René Gaveau con Lilo